# Carmen Brucic
Carmen Brucic (* 1972 in Gnadenwald) ist eine österreichische Künstlerin im Bereich Fotografie, Theater und Performance.

## Leben
Carmen Brucic studierte von 1991 bis 1997 an der Universität für angewandte Kunst Wien in der Klasse für Malerei und Grafik bei Walter Lürzer und der Klasse für Industrial Design bei Mario Terzic. Nach dem Abschluss mit dem Diplom absolvierte sie von 1998 bis 1999 die Klasse für Neue Medien bei Peter Kogler an der Akademie der bildenden Künste Wien.
2001 lernte sie Christoph Schlingensief kennen und lebte und arbeitete vier Jahre lang mit ihm zusammen. 2005 trennte sie sich von Schlingensief, um eigene künstlerische Wege zu gehen.
2010 zog sie zurück nach Gnadenwald. Von 2012 bis 2014 lehrte sie an der Universität für Angewandte Kunst in Wien in der Studienrichtung art & economy. Seit 2018 unterrichtet sie Bildnerische Erziehung in Innsbruck.

## Werk
Seit 2001 entwickelt Carmen Brucic künstlerische Formate unter Verbindung von Theater, Fotografie, Inszenierung und Performance. Ihr Fokus liegt auf partizipativen, prozessorientierten Abläufen. Eines ihrer zentralen Themen ist die Wahrnehmung menschlicher Verwundbarkeit.
Mit Jeanette Müller entwickelte sie das Projekt Lovepangs und inszenierte ihre Diplomarbeit über Die liebeskranke Gesellschaft als Lovepangs-Kongress in Zusammenarbeit mit Christoph Schlingensief und anderen Künstlerinnen und Künstlern an der Volksbühne am Rosa-Luxemburg-Platz in Berlin.
Für die Eröffnung des MuTh, des umstrittenen neuen Konzertsaals der Wiener Sängerknaben inszenierte sie 2012 den Kongress über Mut, bei dem sie die Kontroversen um den Bau künstlerisch verarbeitete und unterschiedliche Kunstformen, Menschen und Meinungen aufeinandertreffen ließ.
2019 gestaltete Brucic die Ausstellung In den leeren Spiegeln... im Tiroler Volkskunstmuseum mit Fotografien der Wohnung und des Ateliers des Künstlers Wolfram Köberl, unmittelbar nachdem er ins Altersheim übersiedelt war.
Für eine Ausstellung im Rahmen des Tbilisi Photo Festivals 2021 realisierte sie die Serie Private Stages. Darin pörträtierte sie fünf Menschen aus der georgischen LGBTQI*-Community rund um den Techno-Club Bassiani in Tiflis, die sich künstlerisch und politisch für Freiheit und soziale Gerechtigkeit engagieren. In der Fastenzeit 2022 gestaltete sie das Fastentuch für die Neue Universitätskirche in Innsbruck. Die Fotoinstallation mit dem Titel tired? zeigte den georgischen Aktivisten und Künstler David Apakidze aus der Serie Private Stages.

## Auszeichnungen
- Förderpreis für zeitgenössische Kunst des Landes Tirol, 2012
- Tiroler Landespreis für zeitgenössische Kunst, 2024[7]